# 歯擦音化
歯擦音化（しさつおんか、Assibilation）とは、子音が破擦音や歯擦音に変化すること。
歯茎音 t, d や軟口蓋音 k, g の口蓋化に次いで歯擦音化が起きた例は、多数の言語の歴史に見られる。
- ラテン語 ci [ki] → 俗ラテン語（・イタリア語）[tʃi] → フランス語 [si]
- ラテン語 -tio [tio] → 俗ラテン語 [tsio]（・イタリア語 -zione [tsione] ）→ フランス語 -tion [sjɔ̃]

また、高地ドイツ語の第二次子音推移の一環として、次のような歯擦音化が見られる。
- 英語 ten → ドイツ語 Zehn
- 英語 water → ドイツ語 Wasser

## 日本語
日本語では、中世にチ・ヂ・ツ・ヅに歯擦音化が起こった。それ以前は ti, di, tu, du という発音だったと考えられている。その後、多くの方言でさらにジ・ズも破擦音化したため、ジとヂ、ズとヅの区別がなくなった（四つ仮名）。
チ・ヂの歯擦音化は口蓋化の進展によると解釈できる。ツ・ヅのみの歯擦音化は他言語に類例が少なく（上記の第二次子音推移は後の母音に関係なく起きている）、理由は明確でないが、日本語のウ段は円唇性が低い狭母音であること（特にス・ツで顕著）との関係や、ツの母音の無声化に関係してサ行（シ・ス）と並行的に歯擦音化した可能性などが論じられている。